# Heinrich Cornelius Hecker

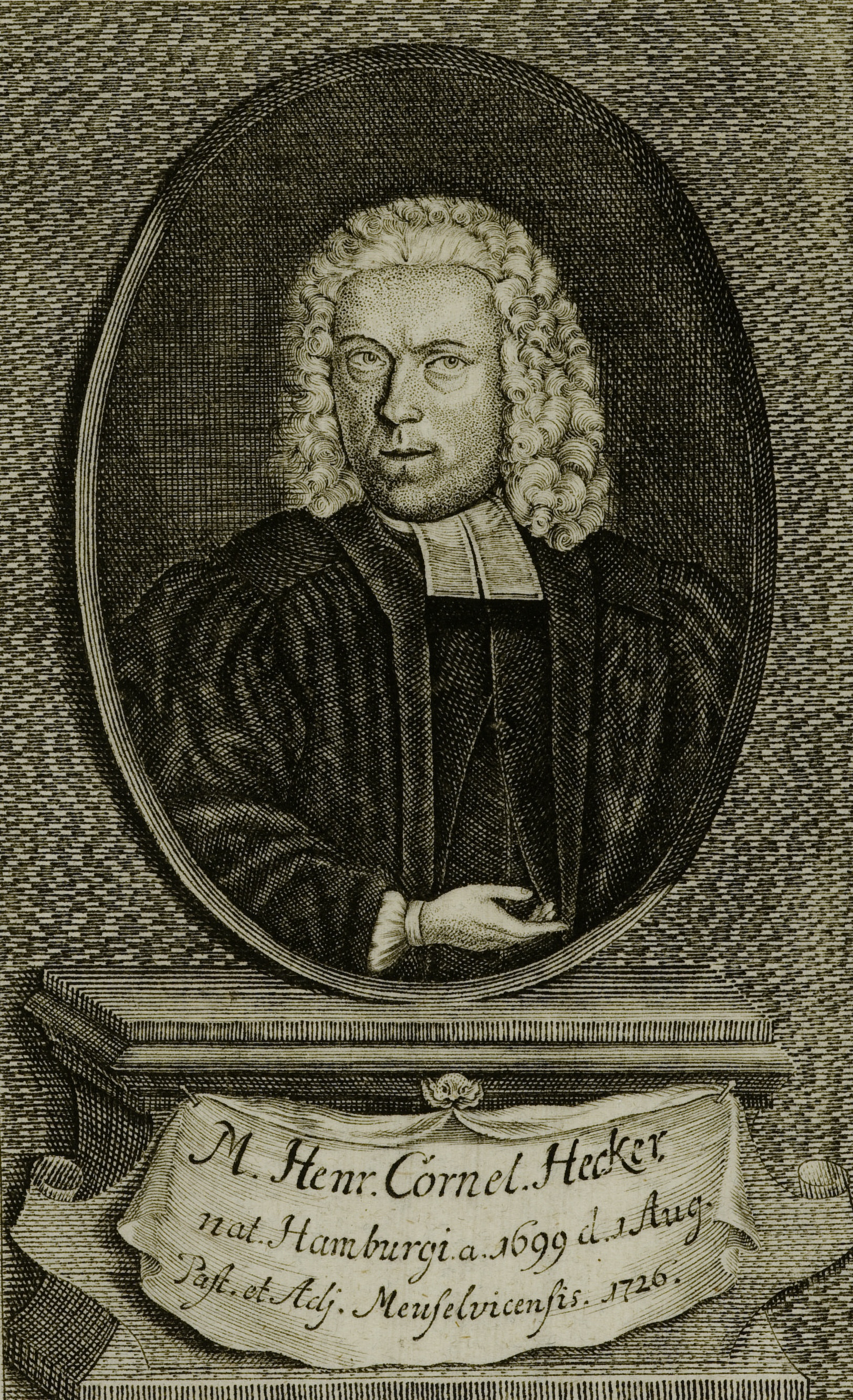
Kupferstich von Johann Gottfried Abraham Frenzel

Heinrich Cornelius Hecker (* 1. August 1699 in Hamburg; † 22. Juli 1743 in Meuselwitz) war ein deutscher Theologe und Kirchenlieddichter. Er publizierte auch unter dem Pseudonym Bellamintes.

## Leben
Heinrich Cornelius Hecker wurde am 1. August 1699 in Hamburg als Sohn des Hauptmanns Jacob geboren. Er besuchte die Gelehrtenschule des Johanneums unter Johann Hübner und ab 1717 das akademische Gymnasium seiner Heimatstadt. 1719 bezog er die Universität Leipzig, die ihm 1721 den akademischen Grad eines Magisters aushändigte. Bald darauf wurde er Vesperprediger an der dortigen Paulinerkirche. Zwar wollte er sich in Leipzig habilitieren, wurde 1724 aber durch Reichsgraf Friedrich Heinrich von Seckendorff als sein Privatsekretär und als Hauslehrer für Prinz Ludwig Heinrich von Hildburghausen nach Meuselwitz berufen. Zum Hilfsprediger und Diaconus stieg er 1725 auf und wurde 1728 schließlich sowohl zum Pastor als auch zum Adjunkt des Altenburger Superintendenten ernannt. Seit 1741 fungierte er als gräflich-Seckendorffscher Hofprediger, hielt aber auch seine vorherigen Ämter inne. Am 22. Juli 1743 starb er in Meuselwitz 43-jährig.
Er hinterließ einen Sohn, Jacob Christian Hecker geboren in Meuselwitz 1727 und in Eisleben als Geistlicher 14. April 1779 gestorben. Jacob Heckers Sohn, der ebenfalls Heinrich Cornelius hieß, starb am 17. Juli 1828 als Geistlicher zu Eythra und hatte auch einige Predigten herausgegeben.
Hecker hatte Dissertationen und historische Arbeiten über Meuselwitz und andere umliegende Städte verfasst. Seine Seckendorf’sche Handpostille ist eine Sammlung von Predigten für das Evangelium über das ganze Jahr; jeder der insgesamt 75 Predigten liegt ein geistliches Lied bei, das den Inhalt der Predigt vertont. Außerdem ist ein Eröffnungslied und ein Danklied zum Schluss enthalten. Diese Lieder, die zum Teil in Gesangbücher übernommen wurden, zeichneten sich laut dem Autor des Artikels in der Allgemeinen Deutschen Biographie durch gewandte Form und glatten Ausdruck aus. 1756 überarbeitete der Kirchenlieddichter Johann Samuel Diterich, im Folgejahr
Kaspar Zollikofer einige von Heckers Liedern, die in dieser Form auch Verbreitung fanden. Insgesamt hatte er 89 Kirchenlieder gedichtet. Das Hannoversche Gesangbuch von 1740 enthält 23 Lieder von Hecker.

## Werke
- Seckendorf’sche Handpostille (Leipzig 1730)
- Gottlob, ein neues Kirchenjahr macht uns die große Treue des ewgen Gottes offenbar
- Immanuel, der Herr, ist hier und nimmt mein Fleisch an sich
- Wort des höchsten Mundes, Engel meines Bundes, Wort, du bist nicht stumm